# Попасне (Краматорський район)
Попа́сне — село Костянтинівської міської громади Краматорського району Донецької області, України.

## Загальні відомості
Відстань до центру громади становить близько 13 км і проходить автошляхом місцевого значення.

## Транспорт
Селом пролягає автошлях районного значення С050803 (Попасне — Віролюбівка).

## Населення
За даними перепису 2001 року населення села становило 30 осіб, із них усі 100 % зазначили рідною мову українську.